# 루웬조리산
루웬조리산(Rwenzori)은 루웬조리 산맥에 위치한 해발 5,100m의 화산이다. 이 화산은 휴화산으로, 경치가 매우 아름답다.
고대로부터 달의 산(Mountains of the Moon)으로 불리었다.
르웬조리 산맥은 나일 강 상류 중에서 가장 높고 상시로 물을 공급하는 수원으로서 나일 강의 필수적인 집수역(vital water catchment)으로서 기능한다.
주위에는 아프리카의 대호수들이 위치해 있다.

## 같이 보기
- 나일강